# Lars Enström
Lars "Lappen" Enström född 20 mars 1950 i Boden, är en tidigare handbollsspelare med 31 landskamper och 2 SM-guld med IF Saab på meritlistan. Han spelade som högernia.

## Klubblagskarriär
Lars Enström började spela handboll på hemorten i Hornskrokens IF. I början på 1970-talet spelar han sedan för KFUM Borås innan han 1970 eller 1971  väljer IF Saab som är ett topplag i allsvenskan. Han vinner två SM-guld med Saab 1973 och 1974. 1975 åker Saab ur allsvenskan och Enström är med i laget som för klubben tillbaka 1976 men från 1976 till 1981 spelar han för UoIF Matteuspojkarna i Stockholm. MP är då ett bättre lag i division 2. Han väljer 1981 att spela för VIF Gute som då spelar i division 2 östra. Han avslutar i de mindre klubbarna HK Cliff, Skånela IF och slutligen Åkersberga där han spelar sin sista match som spelande tränare 1994 44 år gammal. Enström var vänsterhänt och spelade högernia. Han hade ett hårt skott och under toppåren i Saab låg han oftast bland de bättre i skytteligan.

## Landslagskarriär
Med ungdomslandslaget spelade Enström 18 matcher och gjorde 65 mål åren 1969-1973. Enström spelade 31 A-landskamper åren 1970 till 1974. Av dessa vanns 12, och fem slutade oavgjorda med 14 förluster. Flera av vinsterna kom mot sämre nationer som Finland, USA och Kanada så det avspeglar ett svenskt landslag långt från världstoppen. Lars Enström spelade aldrig i någon mästerskapsturnering. Sammanlagt stod han för 37 mål i landslaget. Med fler än 25 landskamper blev han Stor Grabb.

## Efter karriären
Enström har varit delaktig i sponsorfrågor för Spårvägen vad gäller Stockholm Marathon-organisationen i 30 år. Han har också hjälpt Hammarby Handboll med samma typ av frågor.